# Freed from Desire
Freed from Desire – singel włoskiej piosenkarki i autorki tekstów Gali Rizzatto. Został wydany w 1996 roku jako pierwszy singiel z jej pierwszego albumu Come into My Life. Freed from Desire był hitem w wielu krajach europejskich, osiągając numer 1 we Francji (SNEP) i Belgii (Ultratop). Utwór został wydany w Wielkiej Brytanii w lipcu 1997 roku.
Utwór został napisany i skomponowany przez Galę Rizzatto; wyprodukowali ją Filippo Andrea Carmeni oraz Maurizio Molella.

## Notowania i certyfikaty

### Tygodniowe
| Terytorium      | Notowanie               | Pozycja | Źr.    |
| --------------- | ----------------------- | ------- | ------ |
| Austria         | Ö3 Austria Top 40       | 16      | [ 1 ]  |
| Belgia          | Ultratop 50 Flanders    | 1       | [ 2 ]  |
| Belgia          | Ultratop 50 Wallonia    | 1       | [ 3 ]  |
| Belgia          | Belgium Dance           | 1       | [ 4 ]  |
| Dania           | IFPI Denmark            | 7       | [ 5 ]  |
| Europa          | European Hot 100        | 4       | [ 6 ]  |
| Finlandia       | Suomen virallinen lista | 17      | [ 7 ]  |
| Francja         | Top Singles             | 1       | [ 8 ]  |
| Holandia        | Dutch Top 40            | 5       | [ 9 ]  |
| Holandia        | Single Top 100          | 6       | [ 10 ] |
| Irlandia        | Top 100 Singles         | 2       | [ 11 ] |
| Islandia        | Tonlist                 | 9       | [ 12 ] |
| Niemcy          | Top 100 Single          | 14      | [ 13 ] |
| Rumunia         | Airplay 100             | 89      | [ 14 ] |
| Szkocja         | Scottish Singles Chart  | 5       | [ 15 ] |
| Szwajcaria      | Hitparade.ch            | 13      | [ 16 ] |
| Szwecja         | Sverigetopplistan       | 42      | [ 17 ] |
| Wielka Brytania | UK Singles Chart        | 2       | [ 18 ] |
| Wielka Brytania | UK Dance Chart          | 4       | [ 19 ] |
| Włochy          | Singles Chart           | 2       | [ 20 ] |
| WNP             | Top Radio Hits          | 145     | [ 21 ] |

### Roczne
| Terytorium | Notowanie            | Pozycja | Źr.    |
| ---------- | -------------------- | ------- | ------ |
| Belgia     | Ultratop 50 Flanders | 65      | [ 22 ] |
| Belgia     | Ultratop 50 Wallonia | 3       | [ 23 ] |
| Europa     | European Hot 100     | 60      | [ 24 ] |
| Francja    | Top Singles & Titres | 3       | [ 25 ] |

| Terytorium | Notowanie              | Pozycja | Źr.    |
| ---------- | ---------------------- | ------- | ------ |
| Belgia     | Ultratop 50 Flanders   | 19      | [ 26 ] |
| Belgia     | Ultratop 50 Wallonia   | 30      | [ 27 ] |
| Europa     | European Hot 100       | 15      | [ 28 ] |
| Francja    | Top Singles & Titres   | 55      | [ 29 ] |
| Holandia   | Dutch Top 40           | 52      | [ 30 ] |
| Holandia   | Single Top 100         | 90      | [ 31 ] |
| Niemcy     | Official German Charts | 43      | [ 32 ] |

### Certyfikaty
| Kraj                  | Certyfikat         | Sprzedaż   | Źr.           |
| --------------------- | ------------------ | ---------- | ------------- |
| Belgia (BEA)          | 2× platynowa płyta | 100 000+   | [ 33 ]        |
| Francja (SNEP)        | Diamentowa płyta   | 1 013 000+ | [ 34 ] [ 35 ] |
| Włochy (FIMI)         | Złota płyta        | 35 000+    | [ 36 ]        |
| Wielka Brytania (BPI) | Platynowa płyta    | 600 000+   | [ 37 ]        |

## Inne wersje
W 2016 roku Gala nagrała akustyczną wersję utworu „Freed from Desire” w Les Studios Saint Germain w Paryżu do filmu Un homme à la hauteur w reżyserii Laurenta Tirarda z Jeanem Dujardinem.
Utwór został zaadaptowany w 2012 roku przez  fanów skrzydłowego Stevenage F.C. Luke'a Freemana jako: „Freeman's on fire, your right back is terrified!” (pol. Freeman jest w formie, twój prawy obrońca jest przerażony!). Następnie na początku 2016 roku kibice Newcastle United F.C. zaadaptowali piosenkę dla swojego napastnika Aleksandara Mitrovicia, a refren brzmiał: „Mitro's on fire, your defence is terrified” (pol. Mitro jest w formie, twoja obrona jest przerażona), z której korzystali również fani Fulham F.C. Jednak Mitrović miał kiepską formę; utwór zyskał większą popularność w maju 2016 roku, gdy zwolennik klubu Wigan Athletic F.C., Sean Kennedy, zamieścił na serwisie internetowym YouTube swoją wersję „Freed from Desire” zatytułowaną „Will Grigg's on Fire” (pol. Will Grigg jest w formie), w uznaniu ostatnich osiągnięć Willa Grigga. Od czasu przesłania piosenka stała się pieśnią piłkarską. Ta wersja została nagrana przez producentów tańca Blonde pod pseudonimem DJ Kenno i osiągnęła 76. miejsce na brytyjskiej liście przebojów.
Fani z Irlandii Północnej również śpiewali "Will Grigg's on Fire", zwłaszcza podczas UEFA Euro 2016, kiedy grał w ich reprezentacji. Fani Irlandii, Walii, Anglii i Francji stworzyli własne wersje piosenki dla swoich graczy, takie jak „Vardy's on Fire” i „Grizi's on Fire”. Singel był później postrzegany jako nieoficjalna piosenka UEFA Euro 2016. Sam „Freed from Desire” został użyty jako nieoficjalny hymn belgijskiej drużyny podczas Mistrzostw Świata FIFA 2018.
W 2018 roku Drenchill wraz z Indiianą nagrali cover tego utworu pod tą samą nazwą, który przebywał przez 7 notowań na 1. pozycji polskiej listy AirPlay – Top.

### Cover Drenchilla i Indiiany
W 2018 roku powstał cover singla Gali Rizzatto pod tym samym tytułem wykonany przez portugalskiego DJ Drenchilla z gościnnym udziałem Indiiany. Nagrany został on w gatunkach muzyki pop oraz muzyki elektronicznej.

#### Odbiór komercyjny
Największą popularność zdobył on w Polsce przebywając na 1. pozycji listy przebojów AirPlay – Top przez 7 tygodni (został jednym z najdłużej przebywających przebojów na 1. miejscu tej listy przebojów, dłużej od niego przebywało jedynie 7 singli) oraz na terenie Rosji, gdzie po 15 notowaniach zajął 4. miejsce, z a łącznie przebywał na rosyjskiej liście Top Radio Hits od lutego 2019 aż do końca czerwca 2020 roku. Dostał się on także na 7. pozycję rosyjskiej listy Top YouTube Hits. Na terenie Rosji i Ukrainy znajdował się na kilku miesięcznych oraz rocznych listach przebojów, w tym Top Radio Hits, czy Top Radio & YouTube Hits. Występował także na dwóch niemieckich listach przebojów. Okazał się on najpopularniejszym przebojem Drenchilla we wszystkich wyżej wymienionych krajach. W innych krajach Europy oraz na innych kontynentach utwór nie był popularny.

#### Listy utworów
| Digital download / media strumieniowe | Digital download / media strumieniowe | Digital download / media strumieniowe |
| Nr                                    | Tytuł utworu                          | Długość                               |
| ------------------------------------- | ------------------------------------- | ------------------------------------- |
| 1.                                    | „Freed from Desire”                   | 2:41                                  |

| Digital download / media strumieniowe | Digital download / media strumieniowe | Digital download / media strumieniowe |
| Nr                                    | Tytuł utworu                          | Długość                               |
| ------------------------------------- | ------------------------------------- | ------------------------------------- |
| 1.                                    | „Freed from Desire” (Extended Remix)  | 3:39                                  |

| Digital download / media strumieniowe – DNF Remixes | Digital download / media strumieniowe – DNF Remixes | Digital download / media strumieniowe – DNF Remixes |
| Nr                                                  | Tytuł utworu                                        | Długość                                             |
| --------------------------------------------------- | --------------------------------------------------- | --------------------------------------------------- |
| 1.                                                  | „Freed from Desire” (DNF Remix)                     | 3:00                                                |
| 2.                                                  | „Freed from Desire” (DNF Extended Remix)            | 3:43                                                |
|                                                     |                                                     | 6:43                                                |

#### Notowania i certyfikaty

##### Tygodniowe
| Terytorium | Notowanie            | Pozycja | Źr.    |
| ---------- | -------------------- | ------- | ------ |
| Polska     | AirPlay – Top        | 1       | [ 53 ] |
| Polska     | AirPlay – Nowości    | 3       | [ 54 ] |
| Niemcy     | Dance-Charts         | 10      | [ 55 ] |
| Niemcy     | Deutsche Dj Playlist | 3       | [ 56 ] |
| WNP        | Top Radio Hits       | 4       | [ 52 ] |

##### Miesięczne
| Terytorium | Notowanie                    | Pozycja | Źr.    |
| ---------- | ---------------------------- | ------- | ------ |
| Rosja      | Top Radio Hits               | 5       | [ 57 ] |
| Rosja      | Top Radio New Hits           | 5       | [ 58 ] |
| Rosja      | Top Radio & YouTube Hits     | 6       | [ 59 ] |
| Rosja      | Top Radio & YouTube New Hits | 6       | [ 60 ] |
| Ukraina    | Top Radio Hits               | 6       | [ 61 ] |
| Ukraina    | Top Radio New Hits           | 3       | [ 62 ] |
| Ukraina    | Top Radio & Youtube Hits     | 27      | [ 63 ] |
| Ukraina    | Top Radio & YouTube New Hits | 25      | [ 64 ] |

##### Roczne
| Terytorium | Notowanie            | Pozycja | Źr.    |
| ---------- | -------------------- | ------- | ------ |
| Niemcy     | Deutsche Dj Playlist | 47      | [ 65 ] |

| Terytorium | Notowanie                    | Pozycja | Źr.    |
| ---------- | ---------------------------- | ------- | ------ |
| Niemcy     | Deutsche Dj Playlist         | 56      | [ 66 ] |
| Polska     | Airplay Top 100              | 1       | [ 67 ] |
| Rosja      | Top Radio & YouTube Hits     | 22      | [ 68 ] |
| Rosja      | Top Radio & YouTube New Hits | 14      | [ 69 ] |
| Rosja      | Top Radio Hits               | 17      | [ 70 ] |
| Rosja      | Top Radio New Hits           | 12      | [ 71 ] |
| Ukraina    | Top Radio Hits               | 29      | [ 72 ] |
| Ukraina    | Top Radio New Hits           | 10      | [ 73 ] |
| Ukraina    | Top Radio & YouTube Hits     | 57      | [ 74 ] |
| Ukraina    | Top Radio & YouTube New Hits | 27      | [ 75 ] |

| Terytorium | Notowanie                | Pozycja | Źr.    |
| ---------- | ------------------------ | ------- | ------ |
| Polska     | Airplay Top 100          | 90      | [ 76 ] |
| Rosja      | Top Radio & YouTube Hits | 125     | [ 77 ] |
| Rosja      | Top Radio Hits           | 98      | [ 78 ] |
| Ukraina    | Top Radio Hits           | 77      | [ 79 ] |
| Ukraina    | Top Radio & YouTube Hits | 137     | [ 80 ] |

##### Certyfikaty
| Kraj          | Certyfikat         | Sprzedaż | Źr.           |
| ------------- | ------------------ | -------- | ------------- |
| Polska (ZPAV) | 4× platynowa płyta | 80 000+  | [ 81 ] [ 82 ] |

#### Personel
- Brane Kovak – producent muzyczny
- Drenchill – producent muzyczny
- Stefan Richly – producent muzyczny
- Sven Gruhnwald – producent muzyczny
- Timo Erlenbruch – producent muzyczny

- Uwe Taubert – producent muzyczny
- Filippo Andrea Carmeni – kompozytor, autor tekstu
- Gala Rizzatto – kompozytor, autor tekstu
- Maurizio Molella – kompozytor, autor tekstu

Źródło: Tidal

#### Historia wydania
| Obszar     | Data              | Format                      | Wersja           | Wytwórnia          | Źr.    |
| ---------- | ----------------- | --------------------------- | ---------------- | ------------------ | ------ |
| Cały świat | 1 marca 2019      | digital download, streaming | DNF Remixes      | Sony Music Germany | [ 83 ] |
| Cały świat | 1 marca 2019      | MP3                         | DNF Remixes      | Nitron Music       | [ 84 ] |
| Cały świat | 30 listopada 2018 | MP3                         | Extended Mix     | Nitron Music       | [ 85 ] |
| Cały świat | 30 listopada 2018 | digital download, streaming | Extended Mix     | Sony Music Germany | [ 86 ] |
| Cały świat | 9 listopada 2018  | digital download, streaming | oryginał (cover) | Sony Music Germany | [ 87 ] |
| Cały świat | 9 listopada 2018  | MP3                         | oryginał (cover) | Nitron Music       | [ 88 ] |

## Historia wydania
| Obszar     | Data            | Format                      | Wersja                          | Wytwórnia                                                            | Źr.    |
| ---------- | --------------- | --------------------------- | ------------------------------- | -------------------------------------------------------------------- | ------ |
| Cały świat | 1997            | 12" maxi, winyl             | U.K. Remixes                    | Big Life                                                             | [ 89 ] |
| Cały świat | 9 sierpnia 1996 | digital download, streaming | Freed from Desire (remix album) | Do It Yourself Multimedia Group, Unipersonale, Mollyville Publishing | [ 90 ] |